# Zespół pałacowy w Belvederis
Zespół pałacowy w Belvederis – zabudowania i park dawnego majątku Belweder we wsi Belvederis koło Średników (Litwa).
Neorenesansowy pałac w stylu włoskiej willi, na planie nieregularnym składa się z kilku piętrowych korpusów, które są połączone parterową galerią w której znajdował się ogród zimowy oraz kaplica pałacowa. W rogu pałacu znajduje się trzypiętrowa wieża. Od wieży, skąd rozciąga się widok na dolinę Niemna wziął nazwę pałac i cały majątek (wcześniej nazywany Podubiś).      (Patrz Belweder).
Elewacje są bogato zdobione pilastrami, pasami sztukaterii, obramieniami okien i gzymsami. Ściany dolnej kondygnacji częściowo pokrywa boniowanie. Ryzalit centralnego korpusu wystaje przed fasadę. 

## Otoczenie
Pałac otoczony jest parkiem, założonym równocześnie z budową pałacu, o powierzchni 24,8 ha. Znajduje się w nim staw i liczne okazy starych drzew. Od 1986 park jest pomnikiem przyrody.
Z dawnego majątku zachował się dwukondygnacyjny spichlerz i kaplica z czerwonej cegły, w stylu neogotyckim.

## Historia
Do XIX wieku majątek Podubiś należał do Tyszkiewiczów. Kleofas Burba kupił od nich majątek w 1840 i wybudował pałac. Po śmierci Burby majątek oddziedziczyli jego zięciowie, najpierw Paweł Puzyna, a po jego śmierci (1911) - Jerzy Walewski. 
W czasie I wojny światowej pałac był zdewastowany. Po wojnie pałac przejęło państwo litewskie i w 1921 otwarto w nim szkołę rolniczą, która istniała jeszcze po II wojnie światowej. W 1992 obiekt wpisano na listę zabytków. W 2005 trafił w prywatne ręce

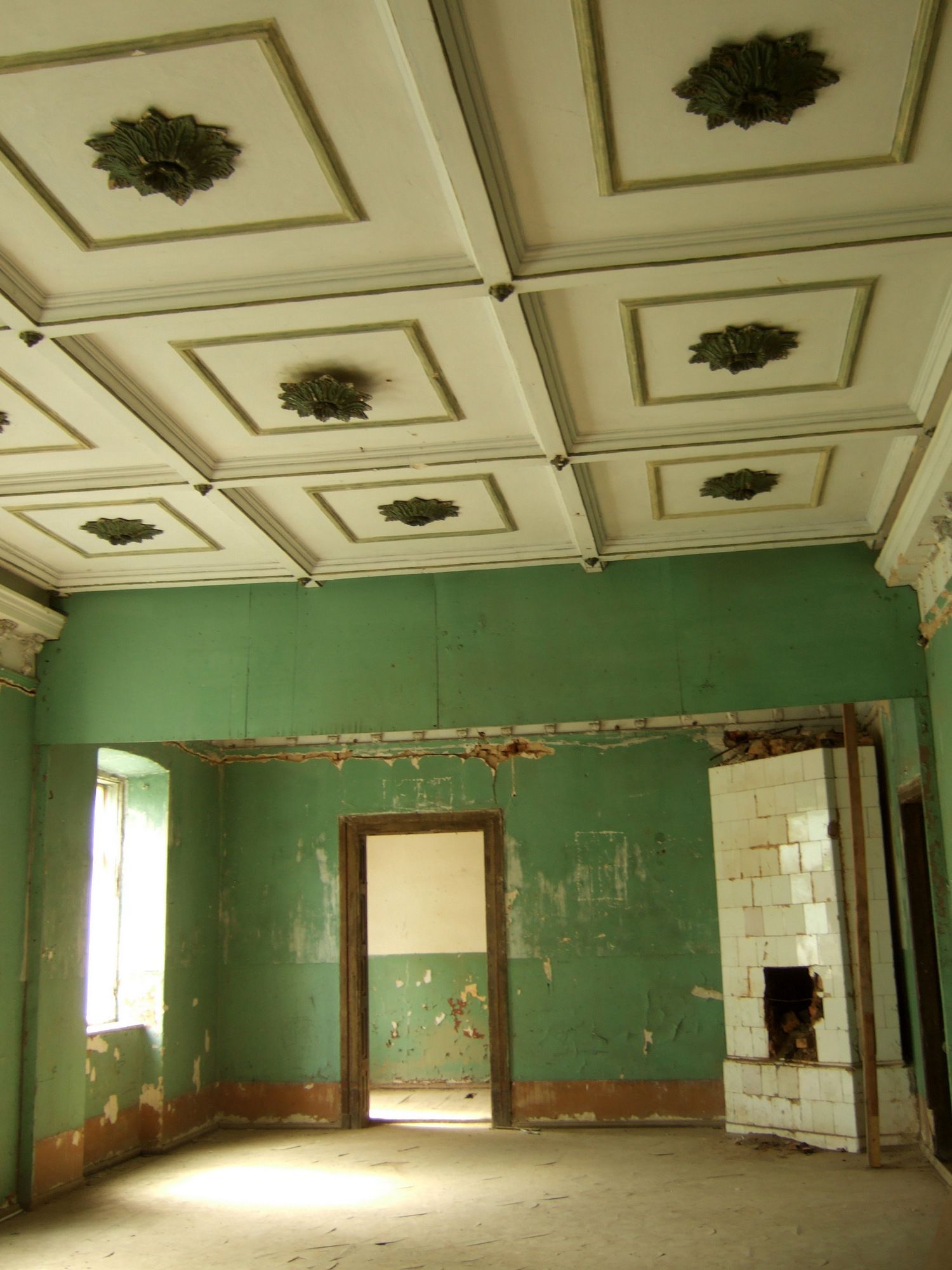
Wnętrze dworu w 2014